# August der Starke (Schiff)
Die August der Starke ist ein im Jahr 1994 gebautes Salonschiff der Sächsischen Dampfschiffahrtsgesellschaft in Dresden. Es ist benannt nach dem sächsischen Kurfürsten und König von Polen, August dem Starken.
Das Schiff wurde als Ersatz für die im Jahr 1963 gebaute August der Starke (ex. Ernst Thälmann) bei den Deutschen Binnenwerften (DBW) in Tangermünde gebaut. Die Schiffstaufe fand am 19. Mai 1994 statt.
Angetrieben wird das Schiff von zwei MAN-Dieselmotoren mit jeweils 340 kW Leistung. Stromaufwärts erreicht es bis zu 9 km/h Geschwindigkeit, stromabwärts bis zu 20 km/h.

## Sonstiges
Das Schwesterschiff ist die Gräfin Cosel, die ebenfalls einen gleichnamigen Vorgängerbau ersetzte (Gräfin Cosel ex. Wilhelm Pieck).